# Estación de Belleville
Belleville es una estación de las líneas 2 y 11 del metro de París situada en la confluencia de cuatro distritos de la ciudad: el X, el XI, el XIX y el XX.
En el 2004, la estación recibió cerca de 11 millones de viajeros.

## Historia
Fue inaugurada el 21 de enero de 1903 con la ampliación de la línea 2 hacía Alexandre Dumas. Por su parte, la estación de la línea 11 llegó el 28 de abril de 1935.
Debe su nombre al popular barrio de Belleville.

## Descripción

### Estación de la línea 2
Se compone de dos andenes laterales de 75 metros de longitud y de dos vías.
Está diseñada en bóveda elíptica totalmente revestida de los clásicos azulejos blancos biselados del metro parisino.
La iluminación es de estilo Motte y se realiza con lámparas resguardadas en estructuras rectangulares de color naranja que sobrevuelan la totalidad de los andenes no muy lejos de las vías.
La señalización por su parte usa la moderna tipografía Parisine donde el nombre de la estación aparece en letras blancas sobre un panel metálico de color azul. Por último, los asientos de la estación son de color naranja, individualizados y también de tipo Motte.

### Estación de la línea 11
Se compone de dos andenes laterales de 75 metros de longitud y de dos vías.
Su diseño es idéntico al de la línea 2 variando el color utilizado, ya que el verde sustituye al naranja y la tipografía empleada en la señalización, ya que en este caso se recurre a la clásica CMP donde el nombre de la estación aparece sobre un fondo de azulejos azules en letras blancas.

## Accesos
La estación dispone de cinco accesos:
- Bulevar de la Villette, 1 (dos bocas)
- Bulevar de la Villette, 2
- Bulevar de la Villette, 4
- Bulevar de Belleville, 79
- Bulevar de Belleville, 130